# Karl Mack von Leiberich

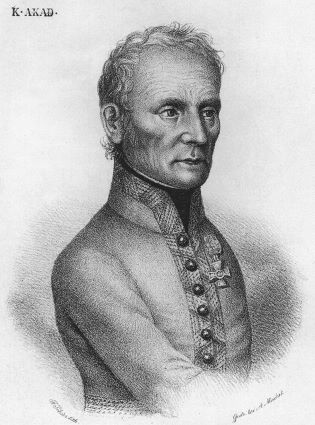
Karl Mack von Leiberich.

Karl Mack von Leiberich, född 25 augusti 1752 i Nennslingen i Bayern, död 22 december 1828 i Sankt Pölten, var en österrikisk friherre och militär.
Mack trädde 1769 i österrikisk krigstjänst och deltog som adjutant hos fältmarskalklöjtnant Kinsky i bayerska tronföljdskriget 1778-1779. Han flyttades 1783 till generalstaben, vilken han därefter nästan utan avbrott tillhörde. Åren 1788-1790 deltog han i krigen med Osmanska riket. Mackvar generalstabschef vid armén under prinsen av Coburg 1793 och kämpade mot fransmännen i Nederländerna och vid Rhen, och 1794 utnämndes han till generalmajor. År 1796 blev han fältmarskalklöjtnant och tjänade under ärkehertig Karl vid Rhen. 
I oktober 1798 kallades Mack till överbefälhavare för kungliga neapolitanska hären, trängde tillbaka de spridda franska trupperna under Jean Étienne Championnet och ryckte in i Rom. Han tvingades snart dra sig tillbaka och uppge både Capua och Neapel, varefter han för att undkomma den neapolitanska pöbelns raseri sökte sin räddning i det franska högkvarteret i början av 1799. Han fördes därefter som krigsfånge till Paris, men rymde i april 1800 mot sitt hedersord. Mack var en ivrig motståndare till ärkehertig Karl och blev för en tid kejsar Frans II:s inflytelserikaste rådgivare i militära angelägenheter.

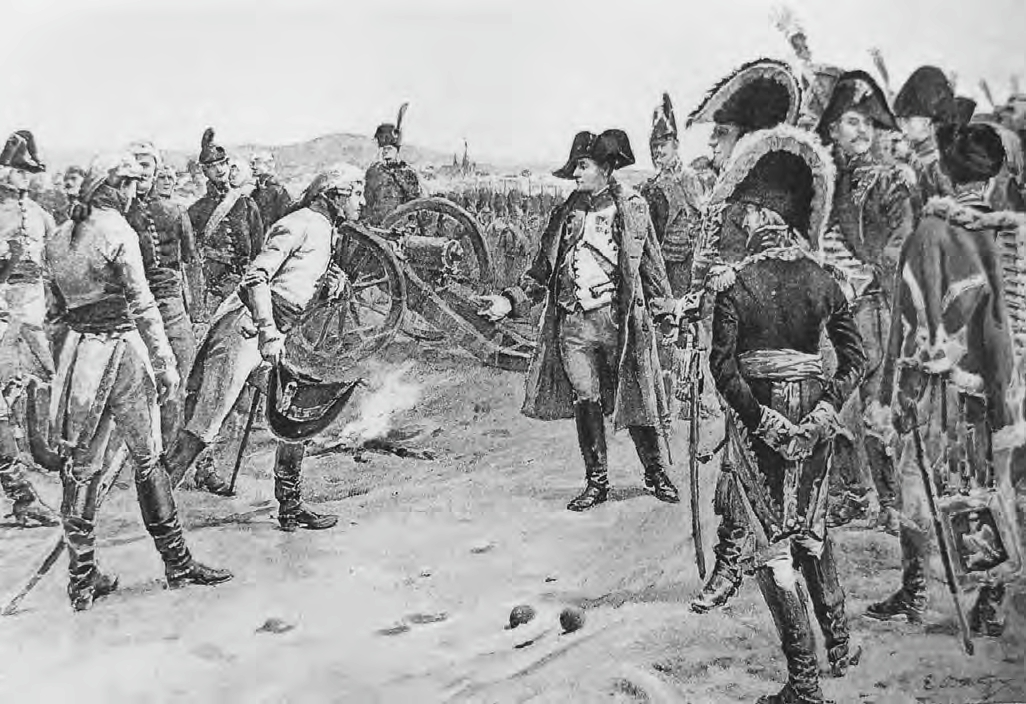
Macks kapitulation vid Ulm 1805.

Vid krigsutbrottet 1805 ställdes han i spetsen för Österrikes stridskrafter, men lät lura sig av Napoleon och slutade sin krigarbana med kapitulationen vid Ulm i oktober 1805. Mack internerades och ställdes inför krigsrätt, som 17 juni 1807 dömde honom till 8 års fängelse och förlust av hans värdigheter. Av kejserlig nåd minskades strafftiden till 2 år, och 1819 återfick Mack sin värdighet som fältmarskalklöjtnant och sina ordenstecken.